# Laurel und Hardy: Diese Dame ist ein Kerl
45 Minutes from Hollywood ist eine Kurzfilmkomödie aus dem Jahre 1926 mit Glenn Tryon in der Hauptrolle. Außerdem haben Stan Laurel und Oliver Hardy, die Mitglieder des später berühmten Komikerduos, einen kurzen Auftritt im Film. Die Premiere fand am 26. Dezember 1926 statt.

## Handlung
Orville, der Sohn einer Familie auf dem Land, wird von seiner Mutter nach Hollywood geschickt, um dort einer Bezahlung nachzukommen. Zusammen mit seiner Schwester und anfangs auch seinem Großvater, der jedoch nicht mehr rechtzeitig in den Zug steigen kann, begibt sich Orville auf die Reise und wird zuvor noch von seiner Mutter vor Betrügern und Dieben gewarnt. Schon als sie in Hollywood ankommen gerät Orville versehentlich an einen Bankräuber, der als Frau verkleidet ist und Orville in einem Hotelzimmer überwältigt, um sich seine Kleidung anzueignen und so unerkannt flüchten zu können. Orville, der sich nun in Frauenkleidung zeigen muss, wird anschließend vom Hoteldetektiv gejagt, welcher wiederum von seiner eifersüchtigen Ehefrau Handgreiflichkeiten erleiden musste, da diese dachte, ihr Mann sei ihr untreu. Als der flüchtige Orville im Hotel erneut auf den Bankräuber trifft, verstrickt er sich in eine Prügelei, die sie zu Leiden eines gerade ruhenden Hotelgastes in dessen Bett austragen. Schlussendlich kann der Bankräuber von der Polizei gestellt werden, der Hoteldetektiv hat aber noch eine Rechnung mit Orville offen. Im Affekt schießt ersterer mit einem Feuerlöscher nach ihm, der sich in dessen Hose verfängt, was dazu führt, dass Orville mit Wasser um sich spritzend durch die Hotelflure läuft.

## Hintergrund
Der Hauptdarsteller Glenn Tryon, der bereits seit 1923 bei Hal Roach unter Vertrag stand, war seinerzeit in Deutschland bereits recht populär. 45 Minutes From Hollywood ist daher eine Glenn-Tryon-Groteske und kein Film von Laurel und Hardy, wenn er auch dennoch zur Filmografie des Duos gezählt wird.
Die Dreharbeiten fanden vermutlich Ende 1925 statt, wobei im Frühjahr 1926 weitere Drehtermine für Nachbearbeitungen anstanden. Drehorte für Innen- sowie Außenaufnahmen befanden sich hauptsächlich in Culver City und den dort ansässigen Hal Roach Studios.
45 Minutes from Hollywood wurde in Deutschland erstmals 1966 als Ausschnitt der anderthalb-stündigen Zusammenstellung Laurel und Hardy im Fliegealter (Laurel and Hardys Laughing Twenties) gezeigt. Weitere Ausstrahlungen bzw. Vorführungen gab es 1970, 1978, 1981 sowie 1985. Eine der beiden ausgestrahlten Versionen im Jahr 1978 im ZDF trug den Titel „Diese Dame ist ein Kerl“.